# LeMat Percussion Revolver
Der LeMat-Revolver war ein 10-schüssiger Perkussionsrevolver, der neben 9 Kugeln zusätzlich eine Schrotladung verschießen konnte. Entwickelt wurde diese Waffe während des Amerikanischen Bürgerkrieges vom konföderierten Colonel LeMat.

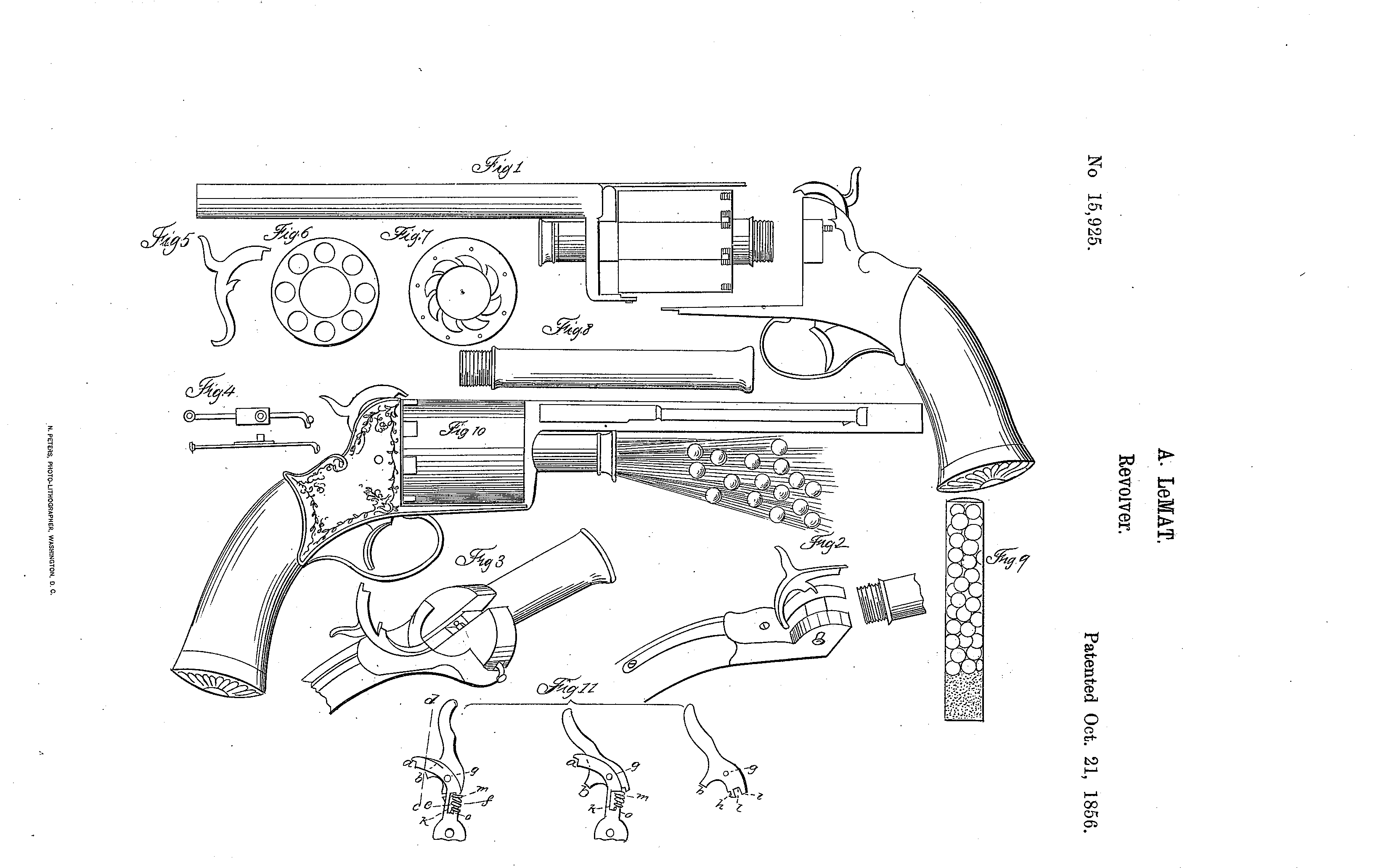
US-Patent von 1856

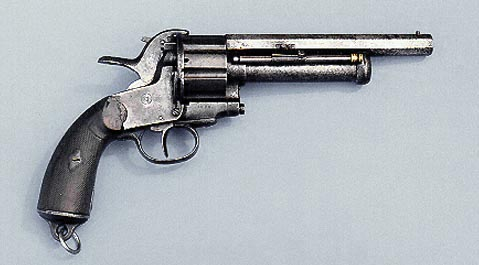
Modell mit Lefaucheux-Stiftzündung, Schrotlauf unter dem Lauf

## Geschichte
Der LeMat war eine der außergewöhnlichen Waffen, die im amerikanischen Bürgerkrieg verwendet wurden. Aufgrund des Wirtschaftsembargos des Nordens und der Tatsache, dass die meisten Waffenfabriken im Norden ansässig waren (z. B. Colt oder Remington), musste die Konföderation, neben Importwaren, auf Eigenentwicklungen zurückgreifen.
Colonel Dr. Jean Alexandre Francois LeMat und General Pierre Gustave Toutant Beauregard entwarfen die Waffe im Jahre 1856, in New Orleans. Erst im Bürgerkrieg stieg die Nachfrage nach Alternativen. General J. E. B. Stewart war von diesem Revolver begeistert und gab den Auftrag zur Produktion. Die ersten Modelle wurden noch von John Krider in Philadelphia gefertigt. Aufgrund des Kriegsausbruches wurde die Produktion nach Europa zu verschiedenen Herstellern verlagert. Die ersten Revolver wurden in Europa von der französischen Firma Charles Frederic Girard & Sons in Paris hergestellt. Die Qualität der Waffen war aber so schlecht, dass die Produktion zur englischen Firma Birmingham Small Arms Company verlegt wurde. Die in Europa gefertigten Waffen wurden in Nacht-und-Nebel-Aktionen durch die Unions-Blockaden geschmuggelt.
Es wurden 900 dieser Revolver für die Confederate States Army und etwa 600 für die Confederates States Navy geliefert. Die Gesamtmenge der Produktion ist mit weniger als 2.900 notiert.

## Aufbau der Waffe
Der LeMat-Revolver war ein Revolver mit 9 Schuss in der Trommel. Die Trommelachse war ein zusätzlicher Lauf, der eine Schrotladung verschießen konnte, was für den Nahkampf im Schlachtengetümmel gedacht war. Aufgrund der großen Trommelachse wirkte die Trommel sehr wuchtig, aber erst dadurch war es möglich, 9 Schuss unterzubringen.
Die Gesamtlänge des Revolvers betrug rund 34 cm, der obere, achtkantige, gezogene Lauf war rund 17 cm lang, der untere Lauf für die Schrotladung rund 13 cm. Es gab eine Verlängerung für den unteren Lauf, um die Wirkung einer echten Schrotflinte zu erzielen. An der linken Seite war die Laderamme für die neunschüssige Trommel angebracht. Aus dieser wiederum konnte man einen Ladestock herausziehen, mit welchem man die Schrotladung laden konnte. Die Waffe war aus gebläutem Stahl gefertigt, die Griffe aus Walnussholz.
Die Waffe war ein Single-Action-Revolver. Spannte man den Hahn, drehte sich die Trommel, und man konnte einen Schuss des Revolvers abfeuern. Wollte man die Schrotladung zünden, musste man am Hahn einen Dorn ausklappen, der dann den mittleren Lauf abfeuerte.
Die 9 Schuss waren ursprünglich im Kaliber .42, die Schrotladung im Kaliber 16. Doch während des Krieges begann man, diese Waffe auch im Kaliber .35 herzustellen. All diese Kaliber waren keine Standardkaliber der Armee; daher entwickelte sich die Versorgung der Soldaten mit der passenden Munition zu einem Problem. Während des Bürgerkrieges war das Standardkaliber für alle Faustfeuerwaffen .36 und .44; diese Kaliber wurden sowohl vom Norden als auch vom Süden verwendet. Somit waren jene Soldaten, die einen LeMat-Revolver besaßen, gezwungen, ihre Munition in Kampfpausen selbst zu gießen.
Zerlegt wurde der LeMat, indem die Sperre unterhalb des Schrotlaufes gelöst und der Kugellauf abgeschraubt wurde. Das Gewinde befand sich unter dem vorderen Ring um den Schrotlauf.
Auch der LeMat verfügte, wie fast alle Perkussionsrevolver, über eine integrierte Ladepresse zum Einbringen der Geschosse in die Trommel. Diese war aufgrund des speziellen und ungewöhnlichen Aufbaus der Waffe jedoch nicht wie üblich unterhalb des Laufes angebracht, sondern seitlich. Ebenfalls entgegen der üblichen Ausführung wird der Hebel nach oben geklappt. Die Ladepresse war unergonomisch und mechanisch schwach ausgeführt.

## Varianten
Trotz der relativ geringen Stückzahl, wurde die Waffe mehrfach verbessert, da sich das Design in mehreren Punkten als nicht gelungen herausstellte. So wurden die Laufverriegelung, die im Hahn integrierte Umschaltung zwischen Kugel und Schrot sowie die Ladepresse verbessert. So gab es den ursprünglichen LeMat als 1st, 2nd und 3rd Model, jeweils weiter optimierte Versionen.
Neben der großkalibrigen Waffe wurde auch ein kleineres, Modell im Kaliber.32 mit einem Schrotlauf im Kaliber .41 hergestellt. Von diesem "Baby LeMat" genannten Revolver wurden 2000 von der Südstaaten-Marine bestellt, jedoch nur etwa 100 ausgeliefert.
Ebenso hat es auch Modelle basierend auf der Lefaucheux-Stiftzündung gegeben, bei einem der abgebildeten Revolver handelt es sich um einen solchen. Es gibt keine Angaben über Stückzahlen. Mit dieser Zündart sind auch Revolverkarabiner mit langem Lauf und Gewehrschaft bekannt.
Die Produktion wurde 1865 offiziell eingestellt, in Frankreich wurden aber noch bis ca. 1874 im Auftrag der französischen Armee Modelle für Zentralfeuerpatronen gefertigt. Diese Waffen hatten das Standardkaliber der französischen Armee von 11 mm. Auch hier gibt es keine genauen Angaben über Stückzahlen.

## Sonstiges
Berühmte Träger während des Bürgerkrieges waren General P.G.T. Beauregard, Major Richard H. Anderson, J.E.B. Stuart und Colonel George S. Patton, der Großvater von General George S. Patton.
In der Literatur spielt ein LeMat-Revolver eine Schlüsselrolle in Noah Gordons Roman Der Katalane, in dem er auch detailliert beschrieben wird.
In dem 2012 erschienenen Roman Oneiros von Markus Heitz spielt ebenfalls ein umgebauter LeMat-Revolver einer Rolle. Im 1997 von Charles Frazier erschienen Antikriegsroman "Unterwegs nach Cold Mountain" bedient sich der Hauptheld Inman einer solchen Waffe – aus der qualitativ besseren Fertigung in Birmingham.
Auch in den Videospielen Hunt: Showdown und der Red Dead Redemption-Reihe kommt die Waffe vor. 
In der Realität war der LeMat keine effektive Waffe. Der Schrotschuss war durch den sehr kurzen Lauf ohne Choke zwar eindrucksvoll, aber wenig wirksam. Mit Slugs oder Posten geladen konnte er zwar einigen Schaden anrichten, jedoch wanderten diese Ladungen beim Reiten oder Verschießen der Kugeln gelegentlich nach vorne und fielen aus dem Lauf. Der LeMat hat etwa das gleiche Gewicht wie ein Colt Walker, hinter jeder Kugel aber nur ein Drittel der Ladung. Reichweite und Durchschlagskraft der Kugeln waren gering.